# Ciclisme als Jocs Olímpics d'estiu 2008 - Velocitat individual femenina
La cursa de velocitat individual femenina dels Jocs Olímpics de Pequín es va disputar el 19 d'agost de 2008 al velòdrom de Laoshan.
Aquest prova de ciclisme en pista consta de nombroses rondes a superar. La competició comença amb una ronda preliminar en què els ciclistes han de recórrer 200 metres en el menor temps possible, sent la sortida llançada. Aquesta ronda determina contra qui s'hauran d'enfrontar als vuitens de final. Les sis guanyadores passen a quarts de final, i amb les sis perdedores es fa una repesca. Aquesta sèrie de repesca també consta de 3 ciclistes per sèrie, sent les dues vencedores les que passen a quarts de final.
A partir de quarts de finals els enfrontaments directes passen a ser al millor de 3 curses. La classificació per a les posicions 5 a 12 es fan a una sola cursa.

## Medallistes
| Or                 | Plata       | Bronze     |
| Victoria Pendleton | Anna Meares | Shuang Guo |

## Ronda preliminar
A la ronda preliminar hi prenen part les 12 ciclistes, i serveix per determinar contra qui s'enfrontaran a quarts de final. Les ciclistes han de fer 200 metres en el menor temps possible, amb sortida llançada:
| Posició | Ciclista              | Temps     | Velocitat mitjana (km/h) |
| ------- | --------------------- | --------- | ------------------------ |
| 1       | Victoria Pendleton    | 10.963 OR | 65.675                   |
| 2       | Shuang Guo            | 11.106    | 64.829                   |
| 3       | Anna Meares           | 11.140    | 64.631                   |
| 4       | Willy Kanis           | 11.167    | 64.475                   |
| 5       | Simona Krupeckaite    | 11.222    | 64.159                   |
| 6       | Clara Sanchez         | 11.365    | 63.352                   |
| 7       | Natàl·lia Tsilínskaia | 11.372    | 63.313                   |
| 8       | Jennie Reed           | 11.400    | 63.157                   |
| 9       | Lisandra Guerra       | 11.462    | 62.816                   |
| 10      | Yvonne Hijgenaar      | 11.533    | 62.429                   |
| 11      | Swetlana Grankowskaja | 11.544    | 62.370                   |
| 12      | Sakie Tsukuda         | 12.134    | 59.337                   |

## Primera ronda
Les dotze ciclistes disputen 6 sèries en què s'enfronta la 1a contra el 18a, la 2a contra l'11è i així successivament. Els vencedors passen a la següent ronda i els perdedors a la repesca.
| Ciclista           | Temps  | Velocitat mitjana (km/h) |
| ------------------ | ------ | ------------------------ |
| Victoria Pendleton | 11.736 | 61.349                   |
| Sakie Tsukuda      |        |                          |

| Ciclista              | Temps  | Velocitat mitjana (km/h) |
| --------------------- | ------ | ------------------------ |
| Shuang Guo            | 11.410 | 63.102                   |
| Swetlana Grankowskaja |        |                          |

| Ciclista         | Temps  | Velocitat mitjana (km/h) |
| ---------------- | ------ | ------------------------ |
| Anna Meares      | 11.663 | 61.733                   |
| Yvonne Hijgenaar |        |                          |

| Ciclista        | Temps  | Velocitat mitjana (km/h) |
| --------------- | ------ | ------------------------ |
| Willy Kanis     | 12.155 | 59.234                   |
| Lisandra Guerra | REL    |                          |

| Ciclista           | Temps  | Velocitat mitjana (km/h) |
| ------------------ | ------ | ------------------------ |
| Jennie Reed        | 11.955 | 60.225                   |
| Simona Krupeckaite |        |                          |

| Ciclista              | Temps  | Velocitat mitjana (km/h) |
| --------------------- | ------ | ------------------------ |
| Clara Sanchez         | 11.607 | 62.031                   |
| Natàl·lia Tsilínskaia |        |                          |

### Repesca
Les sis ciclistes que van perdre a la primera ronda van passar a la repesca, enfrontant-se en curses de tres ciclistes i passant a la següent ronda les dues vencedores.
| Ciclista              | Temps  | Velocitat mitjana (km/h) |
| --------------------- | ------ | ------------------------ |
| Natàl·lia Tsilínskaia | 11.871 | 60.652                   |
| Lisandra Guerra       |        |                          |
| Sakie Tsukuda         |        |                          |

| Ciclista              | Temps  | Velocitat mitjana (km/h) |
| --------------------- | ------ | ------------------------ |
| Simona Krupeckaite    | 12.123 | 59.391                   |
| Swetlana Grankowskaja |        |                          |
| Yvonne Hijgenaar      |        |                          |

## Quarts de final
Les vuit ciclistes que havien passat a aquesta ronda s'enfronten entre elles, al millor de tres carreres, però cap de les vencedores la necessità. No hi ha repesca i sols es classifiquen les guanyadores.
| Ciclista           | Temps (Cursa 1) | Temps (Cursa 2) |
| ------------------ | --------------- | --------------- |
| Victoria Pendleton | 11.389          | 11.672          |
| Simona Krupeckaite |                 |                 |

| Ciclista              | Temps (Cursa 1) | Temps (Cursa 2) |
| --------------------- | --------------- | --------------- |
| Shuang Guo            | 11.501          | 11.627          |
| Natàl·lia Tsilínskaia |                 |                 |

| Ciclista      | Temps (Cursa 1) | Temps (Cursa 2) |
| ------------- | --------------- | --------------- |
| Anna Meares   | 11.716          | 12.108          |
| Clara Sanchez |                 |                 |

| Ciclista    | Temps (Cursa 1) | Temps (Cursa 2) |
| ----------- | --------------- | --------------- |
| Willy Kanis | 11.944          | 11.767          |
| Jennie Reed |                 |                 |

## Semifinals
Les quatre vencedores dels quarts de final s'enfronten entre elles al millor de tres curses. Shuang Guo fou relegada per haver considerat que havia maniobrat il·legalment en la cursa contra Anna Meares, després d'haver-li donat un cop a la cursa decisiva.
Sèrie 1
| Ciclista           | Temps (Cursa 1) | Temps (Cursa 2) |
| ------------------ | --------------- | --------------- |
| Victoria Pendleton | 11.537          | 11.885          |
| Willy Kanis        |                 |                 |

Sèrie 2
| Ciclista    | Temps (Cursa 1) | Temps (Cursa 2) | Temps (Cursa 3) |
| ----------- | --------------- | --------------- | --------------- |
| Anna Meares |                 | 11.578          | 11.617          |
| Shuang Guo  | 11.629          |                 | REL             |

## Final
Les vencedores de les semifinals s'enfronten entre elles per decidir qui es fa amb la medalla d'or, i les perdedores ho fan pel bronze. Cada enfrontament és al millor de tres curses.
Cursa per la medalla de bronze
| Ciclista    | Temps (Cursa 1) | Temps (Cursa 2) | Posició |
| ----------- | --------------- | --------------- | ------- |
| Shuang Guo  | 11.420          | 11.617          | Bronze  |
| Willy Kanis |                 |                 | 4       |

Cursa per la medalla d'or
| Ciclista           | Temps (Cursa 1) | Temps (Cursa 2) | Posició |
| ------------------ | --------------- | --------------- | ------- |
| Victoria Pendleton | 11.363          | 11.118          | Or      |
| Anna Meares        |                 |                 | Plata   |

## Classificació per la 5a a 8a posició
A la mateixa sessió que les finals es va disputar la lluita per la 5a a 8a posició entre les quatre ciclistes que havien perdut a quarts de final.
5a a 8a posició
| Ciclista              | Temps  | Velocitat mitjana (km/h) | Posició |
| --------------------- | ------ | ------------------------ | ------- |
| Clara Sanchez         | 12.264 | 58.708                   | 5       |
| Natàl·lia Tsilínskaia |        |                          | 6       |
| Jennie Reed           |        |                          | 7       |
| Simona Krupeckaite    | REL    |                          | 8       |

## Classificació per la 9a a la 12a posició
Durant la mateixa sessió de semifinals les quatre ciclistes que havien quedat eliminades a la repesca participan en aquesta cursa per determinar de la 9a a la 12a posició.
9a a 12a posició
| Ciclista              | Temps  | Velocitat mitjana (km/h) | Posició |
| --------------------- | ------ | ------------------------ | ------- |
| Swetlana Grankowskaja | 12.192 | 59.055                   | 9       |
| Lisandra Guerra       |        |                          | 10      |
| Yvonne Hijgenaar      |        |                          | 11      |
| Sakie Tsukuda         |        |                          | 12      |